# 1929 في سويسرا
فيما يلي قوائم الأحداث التي وقعت خلال عام 1929 في سويسرا.

## رياضة
- 1 يناير – بطولة العالم لسباق الدراجات على الطريق 1929
- 1 يناير – بطولة العالم للدراجات على المضمار 1929

## مواليد

### فبراير
- 21 فبراير – هيدي هابيل

### مارس
- 6 مارس – نيكولا بوفير

### يونيو
- 3 يونيو – فرنر أربر
- 27 يونيو – إدغار ماي سياسي أمريكي.

### أغسطس
- 13 أغسطس – غوستاف ماير

### سبتمبر
- 3 سبتمبر – كارلو كليريسي دراج سويسري.
- 14 سبتمبر – لويس ماركيز منافِس أوليمبي سويسري.
- 19 سبتمبر – لويجي تافيري متسابق دراجات نارية سويسري.

### أكتوبر
- 11 أكتوبر – ليزلوت بولفر ممثلة سويسرية.

### نوفمبر
- 6 نوفمبر – برتراند بوفير
- 26 نوفمبر – ألبرت باكمان ضابط سويسري.

### ديسمبر
- 6 ديسمبر – آلان تانر مخرج أفلام سويسري.
- 22 ديسمبر – هوغو لوتشر كاتب سويسري.

## وفيات

### فبراير
- 20 فبراير – أندريه لامبرت (مواليد 1851) مهندس معماري سويسري.

### مايو
- 21 مايو – إليز هينسلر (مواليد 1836) ممثلة ومغنية ولدت في سويسرا، وهي زوجة الثانية لـ فرناندو الثاني ملك البرتغال (زواج مرغنطي)..

### يونيو
- 10 يونيو – هيلين سميث (مواليد 1861)

### يوليو
- 27 يوليو – راؤول بكتيه (مواليد 1846) فيزيائي سويسري.

### سبتمبر
- 19 سبتمبر – مويسيس برتوني (مواليد 1857)

### نوفمبر
- 15 نوفمبر – أدولف كيفر (مواليد 1857) رياضياتي سويسري.